# Делчево (община)
Де́лчево (макед. Општина Делчево) — община в Северной Македонии. Расположена на востоке страны. Население составляет 17 505 человек (2002 год).
Административный центр — город Делчево.
Площадь территории общины 422,39 км².
Кроме города Делчево в состав общины входит ещё 21 село: Бигла, Ветрен, Вирче, Вратиславци, Габрово, Град, Дзвегор, Драмче, Илиово, Киселица, Косово-Дыбе, Нов-Истевник, Очипала, Полето, Разловци, Селник, Стамер, Стар-Истевник, Тработивиште, Турия и Чифлик.
Граничит с общинами Северной Македония:
- на западе — с общиной Виница;
- на юго-западе — с общиной Берово;
- на северо-западе — с общиной Македонска-Каменица;
- на юго-востоке — с общиной Пехчево;

и с Болгарией на востоке и севере.